# Lê Đức Phát
Lê Đức Phát (sinh ngày 1 tháng 2 năm 1998) là một vận động viên cầu lông người Việt Nam. Anh giành quyền tham dự Thế Vận hội Mùa hè 2024 và được chọn là người cầm cờ cho đoàn thể thao Việt Nam.

## Tiểu sử
Đức Phát sinh năm 1998 tại Thành phố Hồ Chí Minh, Việt Nam. Cha của anh từng là vận động viên quyền Anh, vô địch quốc gia Việt Nam vào năm 1988 và 1989. Đức Phát từng chơi nhiều môn thể thao như quyền Anh và bóng đá nhưng cảm thấy cầu lông là môn thể thao yêu thích và quyết định theo đuổi bộ môn này. Anh thi đấu cầu lông chuyên nghiệp từ năm 16 tuổi và giành chiến thắng giải đấu quốc tế đầu tiên tại Pakistan International 2017. Anh vào top 150 trên bảng xếp hạng của Liên đoàn Cầu lông Thế giới vào 2018.
Tuy nhiên sau khi vào top 150 bảng xếp hạng, Đức Phát gặp chấn thương và bị hạn chế thi đấu do dịch COVID-19, khiến anh phải nghỉ thi đấu một thời gian dài và tụt xuống hạng 464 vào tháng 8 năm 2022. Anh đã lấy lại phong độ vào cuối năm, thi đấu tốt ở một số giải đấu và trở thành tay vợt cầu lông Việt Nam có thứ hạng cao nhất ở nội dung đơn nam.
Đức Phát mở đầu mùa giải 2023 với chức vô địch Vietnam International Challenge sau khi để thua để thua tay vợt Takuma Obayashi ở trận chung kết, sau đó giành chiến thắng ở giải đấu Tajikistan International cùng với ngôi á quân một giải đấu ở Kazakhstan. Anh đạt hạng 86 thế giới vào tháng 2 năm 2024, sau đó lội ngược dòng sau khi bị dẫn trước 1–9 để đánh bại Raghu Mariswamy và vô địch Uganda International trong cùng tháng. Anh vào bán kết Kazakhstan International Challenge tháng 4 năm 2024 và đạt hạng 74 bảng xếp hạng cầu lông thế giới vào cuối tháng đó. Đức Phát giành quyền dự Thế Vận hội Mùa hè 2024 với hạng 34 trong các tay vợt giành quyền tham dự Olympic. Anh cùng cung thủ Đỗ Thị Ánh Nguyệt là hai người cầm cờ cho Việt Nam ở Thế Vận hội này.

## Thành tích

### BWF International Challenge/Series (3 lần vô địch, 2 lần á quân)
Đơn nam
| Năm  | Giải                            | Đối thủ          | Tỉ số               | Kết quả |
| ---- | ------------------------------- | ---------------- | ------------------- | ------- |
| 2017 | Pakistan International          | Emre Lale        | 15–21, 21–11, 21–11 | Vô địch |
| 2023 | Vietnam International Challenge | Takuma Obayashi  | 14–21, 15–21        | Á quân  |
| 2023 | Kazakhstan Future Series        | Dmitriy Panarin  | 15–21, 20–22        | Á quân  |
| 2023 | Tajikistan International        | Daniil Dubovenko | 21–16, 24–22        | Vô địch |
| 2024 | Uganda International            | Raghu Mariswamy  | 21–18, 21–14        | Vô địch |

     Giải đấu BWF International Challenge
     Giải đấu BWF International Series
     Giải đấu BWF Future Series